# Велике Шуватово
Велике Шуватово (рос. Большое Шуватово) — село в Інзенському районі Ульяновської області Російської Федерації.
Населення становить 173 особи. Входить до складу муніципального утворення Валгуське сільське поселення.

## Історія
Від 2004 року входить до складу муніципального утворення Валгуське сільське поселення.

## Населення
| 2010 |
| ---- |
| 173  |